# Miquel Bertran i Oleart
Miquel Bertran i Oleart (Sabadell, 29 de juny de 1891 - Tulacingo, Hidalgo, Mèxic, 17 d'agost de 1958) fou el darrer alcalde republicà de Sabadell, el 1939.

## Biografia
Impressor, teixidor i periodista, entre 1920 i 1939 destacà com a anarcosindicalista fins a l'aparició del PSUC. La seva activitat sindical i política de tot el període de la dictadura de Primo de Rivera, la República i la Guerra Civil espanyola va lligada estretament a les figures de Josep Rosas i Josep Moix. Exiliat en diverses ocasions a França i a Alemanya per evitar la repressió, participà activament en els moviments revolucionaris de 1917 i octubre de 1934.
Va ser primer tinent d'alcalde i regidor de Serveis Municipals de l'Ajuntament de Sabadell i delegat especial de Transports de la Generalitat de Catalunya. Fou el darrer batlle que tingué l'Ajuntament republicà de Sabadell, càrrec que només va poder exercir uns dies. Després de l'entrada dels feixistes a la ciutat, s'exilià i conegué els camps de concentració francesos. Finalment, passà a Santo Domingo, a Cuba i a Mèxic, on morí.